# Riserva naturale speciale di Alfonsine
La  Riserva naturale speciale di Alfonsine è una riserva regionale dell'Emilia-Romagna istituita ai sensi della L.R. n. 11/88 dalla Regione nel 1990 e gestita dal Comune di Alfonsine in collaborazione con la Cooperativa Atlantide. È inserita all'interno del più vasto Parco regionale del Delta del Po.
Situata a metà strada tra le valli di Argenta e quelle di Comacchio, è un insieme di tre aree ricavate da zone un tempo occupate dall'uomo che sono state rinaturalizzate. Si tratta di tre oasi distinte che hanno una superficie totale di circa 12 ettari:
1. “Bosco del canale dei Mulini”: si estende fra il Reno e una chiusa ottocentesca, nella parte finale del canale dei Mulini di Lugo e Fusignano, poco prima che il canale si immetta nel Canale in destra Reno (a Taglio Corelli)[2]. Nel bosco igrofilo nidificano uccelli altrove molto rari, come gufo comune, picchio rosso maggiore e colombaccio. L'animale simbolo dell'area è una rara specie di pipistrello, il “ferro di cavallo maggiore”, protetto dall'Unione europea;
2. “Stagno della Fornace Violani”: situata più a est, è un bacino palustre rigoglioso di alberi sulle sponde. Vi sostano molte specie di uccelli acquatici; alcune vi nidificano, come svasso maggiore, tarabusino, germano reale, folaga e martin pescatore. È l'habitat naturale della rara testuggine palustre europea, la specie animale simbolo dell'area, e di tutta la Riserva. ;
3. “Boschetto dei Tre Canali”: raro esempio di bosco allagato, vi vegetano diverse specie di piante: frassino meridionale, olmo campestre, salice bianco e pioppo bianco. Il bosco è il luogo dove nidificano collettivamente diverse specie di uccelli: airone cenerino, garzetta, nitticora, sgarza ciuffetto e airone guardabuoi.